# Linneweber/Akritidis-Entscheidung
Mit der Linneweber/Akritidis-Entscheidung hat der Europäische Gerichtshof (EuGH) am 17. Februar 2005 festgelegt, dass die Sechste Richtlinie 77/388/EWG zur Harmonisierung der Rechtsvorschriften der Mitgliedstaaten über die Umsatzsteuern einer Umsatzbesteuerung des Betriebs von Glücksspielen außerhalb öffentlicher Spielbanken entgegensteht, wenn gleichzeitig der Betrieb solcher Glücksspiele durch öffentliche Spielbanken steuerfrei ist.

## Sachverhalt und Streitgegenstand
Nach § 4 Nummer 9 lit. b UStG waren in Deutschland Umsätze, die die zugelassenen öffentlichen Spielbanken mit Glücksspielen oder Glücksspielgeräten erzielten, von der Umsatzsteuer befreit. Außerhalb solcher Spielbanken waren die Umsätze hingegen steuerpflichtig.
Frau Linneweber betrieb in Deutschland Geldspielautomaten in Gaststätten und ihr gehörenden Spielhallen. Herr Akritidis veranstaltete Kartenspiele in einem von ihm betriebenen Spielsalon. Bei beiden Klägern wurden die Umsätze der Umsatzsteuer unterworfen. Auf ihre Klage hin legte der Bundesfinanzhof (BFH) die Sache dem EuGH zur Vorabentscheidung vor.

## Die Entscheidung des EuGH
Mit Urteil vom 17. Februar 2005 (Rs. C-453/02 und 462/02) hat der EuGH zu beiden vorgelegten Fällen entschieden, dass die Umsatzsteuerbefreiung des § 4 Nummer 9 lit. b UStG auch auf den Betrieb von Glücksspielen außerhalb öffentlicher Spielbanken auszudehnen ist.
Nach der Richtlinie 77/388/EWG seien die Mitgliedsstaaten zwar frei, die Grenzen und Bedingungen einer Befreiung von Glücksspielen von der Mehrwertsteuer zu bestimmen. Sie müssten dabei aber den Grundsatz der steuerlichen Neutralität beachten. Daher seien miteinander in Wettbewerb stehende Dienstleistungen gleich zu behandeln, wenn sie gleichartig seien. Bei der Prüfung der Gleichartigkeit seien aber die Identität des Leistungserbringers und seine Rechtsform kein geeignetes Differenzierungskriterium.
Die Umsatzsteuerbefreiung nach der Richtlinie 77/388/EWG sei daher unmittelbar anzuwenden, ohne dass dabei die EG-rechtswidrigen Beschränkungen des deutschen Umsatzsteuergesetzes zu beachten seien.
Eine von Deutschland beantragte Beschränkung der zeitlichen Wirkung des Urteils lehnte der EuGH ab.

## Auswirkungen des Urteils
Das Urteil führte zur Umsatzsteuerfreiheit privater Glücksspielbetreiber in Deutschland. Da für diese die Spielbankabgabe der öffentlichen Spielbanken nicht anfällt, bestand entgegen der Intention des Gesetzgebers ein Wettbewerbsvorteil der privaten Betreiber gegenüber den öffentlichen Spielbanken. Um dies zu beheben, ist durch eine Änderung von § 4 Nr. 9b Umsatzsteuergesetz die Umsatzsteuerpflicht ab 6. Mai 2006 auf private wie öffentliche Glücksspielbetreiber ausgedehnt worden. Damit ist dem Neutralitätserfordernis Rechnung getragen.